# 나가이 나오노부 (1698년)

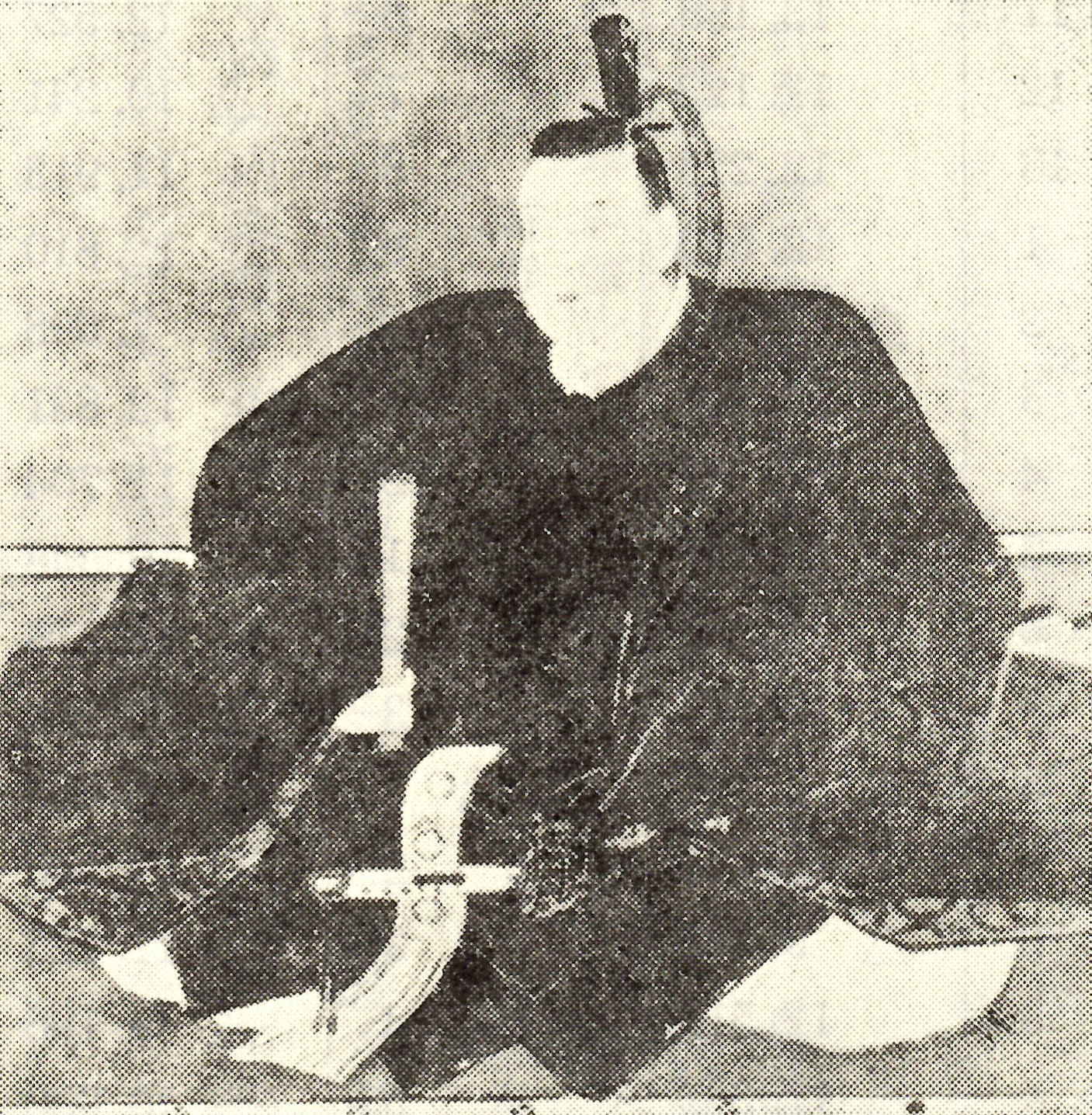
나가이 나오노부

나가이 나오노부(일본어: 永井直陳, 1698년 ~ 1763년 1월 9일)는 에도 시대 중기의 다이묘이다. 무사시 이와쓰키 번 제3대 번주, 미노 가노번 초대 번주를 지냈다. 나오쓰네계 나가이가(尚庸系永井家) 제4대 당주.
| 전임 나가이 나오히라 | 제3대 이와쓰키 번 번주 (나가이가) 1714년 ~ 1756년 | 후임 오오카 다다미쓰 |

| 전임 안도 노부나리 | 제1대 가노번 번주 (나가이가) 1756년 ~ 1762년 | 후임 나가이 나오미쓰 |